# Mollösunds kyrka
Mollösunds kyrka är en kyrkobyggnad i Mollösund i Orusts kommun. Den tillhör sedan 2006 Morlanda församling (tidigare Mollösunds församling) i Göteborgs stift. 

## Kyrkobyggnaden
En tidigare kyrka var byggd på 1500-talet. Nuvarande träkyrka är uppförd 1865–1866 i nygotisk stil efter ritningar av Frans Jacob Heilborn. Långhuset har ett rakt avslutat kor i öster med vidbyggd, utskjutande sakristia. Ingången är belägen på västsidan och däröver reser sig en bred takryttare. Utvändigt är kyrkan i stort sett oförändrad sedan byggnadstiden.
Under en invändig restaurering 1911 tillkom nya bänkar. Väggar och tak fick ny panel. Ett bisättningsrum inreddes 1970 i tornets bottenvåning.

## Inventarier
- En fyrkantig dopfunt av snidat trä är sannolikt samtida med nuvarande kyrka.
- Predikstolen består av korg, trappa och ljudtak. Korgen i nygotik är målad i grått med röda och gråmarmorerade lister. Korgen är samtida med kyrkan, men ljudtaket är från 1600-talet och fanns i gamla kyrkan.

### Orglar
Den första orgeln var byggd 1871 av Johan Nikolaus Söderling. Den ersattes 1953 av en ny pneumatisk orgel från Hammarbergs Orgelbyggeri AB med fjorton stämmor fördelade på två manualer och pedal. Den genomgick en stor renovering i början av 2002.